# Campionati del mondo di ciclismo su pista 1972
I Campionati del mondo di ciclismo su pista 1972 si svolsero a Marsiglia, in Francia.

## Medagliere
| Posiz. | Nazione          | Oro | Argento | Bronzo | Totale |
| ------ | ---------------- | --- | ------- | ------ | ------ |
| 1      | Belgio           | 2   | 1       | 1      | 4      |
| 2      | Unione Sovietica | 2   | 0       | 1      | 3      |
| 3      | Germania Ovest   | 1   | 1       | 1      | 3      |
| 4      | Regno Unito      | 1   | 0       | 0      | 1      |
| 5      | Paesi Bassi      | 0   | 3       | 1      | 4      |
| 6      | Australia        | 0   | 1       | 0      | 1      |
| 7      | Stati Uniti      | 0   | 0       | 1      | 1      |
| 7      | Italia           | 0   | 0       | 1      | 1      |
|        | Totale           | 6   | 6       | 6      | 18     |